# Blue Ballet
Blue Ballet fue un grupo de baile chileno existente entre 1967 y 1973, considerado el primer show profesional y aclamado popularmente de transformistas en dicho país.

## Historia
Hacia 1965 debutó en el cabaret «El Bossanova», perteneciente a Carlina Morales Padilla (apodada «La Tía Carlina», dueña de un antiguo prostíbulo en la calle Vivaceta), un grupo de baile compuesto por las transformistas apodadas Gina, Angela, Claudia, Soledad, Soraya, Sabrina, Candy y Monique.
En 1967 el empresario ariqueño Tino Ortiz contrató a Solange, Hilda, Caprice, Alexandra, Candy y Monique para que se presentaran en la boite «Manhattan» de dicha ciudad del norte de Chile; en dicho lugar también conocen al coreógrafo Freddy Tucas, quien se convertiría en parte del equipo. El grupo pasó a ser denominado «Blue Ballet», tomando el nombre de un grupo de artistas que se presentaba en los años 1950 en el «Club de la Medianoche» en la calle San Diego. También formó parte del equipo la peluquera Marcia Torres, quien asistía a las transformistas con las pelucas.
Producto de presiones por parte de las autoridades de la época, debido al escándalo que provocaba un espectáculo de transformismo, el show del Blue Ballet en Arica fue suspendido luego de varias presentaciones y posteriormente trasladado a la boite «El Dorado» de Antofagasta y el «Café Checo» de Valparaíso. En 1968 retornan a Santiago para presentarse en la boite «La Sirena» y posteriormente en el teatro Ópera, donde se presentaba la compañía Bim bam bum a cargo de Buddy Day, quien las contactó para retornar a la capital a pesar de la oposición del alcalde de la época; su debut en dicho teatro de Santiago ocurrió el 20 de septiembre de 1968. Posteriormente realizarían giras por Chile e incluso en Bolivia, donde se presentaron en la boite «Mau-Mau» de La Paz.
Producto del éxito del Blue Ballet, en 1968 surgieron nuevos grupos de transformistas, entre los que se encontraban «Le Grand Ballet» y «The Young Royal Ballet», que se presentaban en los locales nocturnos santiaguinos —también conocidos como boites— American Bar y Royal. El 12 de abril de 1969 las integrantes del Blue Ballet fueron detenidas en el prostíbulo de Carlina Morales durante una serie de redadas policiales a locales nocturnos.
Especial revuelo generó la presentación del Blue Ballet en Antofagasta el 18 de julio de 1969 en el Teatro Latorre, ya que esta ocurrió pocas semanas después del escándalo de la calle Huanchaca, ocurrido el 15 de junio y en el que 24 personas fueron detenidas en una fiesta, de las cuales 9 se encontraban vestidos con ropas femeninas. El regidor Luis Franco (en aquel entonces presidente de la Comisión de Cultura de la Municipalidad) solicitó al juez Juan Sinn Bruno del Segundo Juzgado prohibir la actuación del grupo de transformismo por constituir un supuesto delito de ultraje a las buenas costumbres; el magistrado denegó la solicitud pero autorizó a Carabineros para que vigilara la ausencia de menores de 21 años en el mencionado espectáculo.
Entre las presentaciones que realizó el Blue Ballet se cuentan más de 16 obras, con vestimentas y escenografías diferentes para cada una de ellas, destacando shows ambientados en el antiguo Egipto, como geishas, o como La Quintrala. En 1972 Paco Mairena, coreógrafo del Bim bam bum, preparó para el Blue Ballet la obra «Una americana en París», y en mayo del año siguiente parten a Génova en el barco «Verdi» para iniciar una gira por Europa, para posteriormente separarse e iniciar carreras en solitario.
Algunas de las integrantes del Blue Ballet continuaron con carreras artísticas en Europa, como fueron los casos de Solange e Hilda. Candy Dubois y Monique Montecarlo posteriormente se realizaron cirugía de reasignación de sexo en Casablanca y retornaron a Chile, fundando en 1984 el restaurante y centro de eventos «Le Trianon», ambientado con estética francesa.